# 엘리자베스 보우스라이언
엘리자베스 보우스라이언(Elizabeth Bowes-Lyon, 1900년 8월 4일~2002년 3월 30일)은 영국의 왕족으로, 조지 6세 국왕의 왕비이자 엘리자베스 2세 여왕의 어머니이다. 흔히 퀸 마더(Queen Mother, 왕대비)라는 이름으로 더 잘 알려져 있다. 대영제국 최후의 아일랜드 왕비이자 인도 황후이며, 헨리 8세의 왕비들 이후 최초의 평민 출신 왕비이다. 현재 영국 왕실 일원 중 동서 글로스터 공작부인 앨리스 다음으로 장수한 인물이다.
스코틀랜드계의 귀족으로 태어나 1923년 조지 5세와 메리 왕비의 차남인 요크 공작 앨버트와 결혼하면서 두각을 나타내기 시작하였다. 부부와 두 딸 엘리자베스 공녀와 마거릿 공녀로 구성된 요크 공작 부부의 단란한 가정 생활은 전통적인 영국 가정의 이상적인 가치를 상징하는 것으로 받아들여져 영국인들의 호감을 샀다. 또한 적극적으로 다양한 공식 행사에 참여하며 대중들과 접촉하려 애썼던 엘리자베스는 신민들의 호의를 받으며 '미소 짓는 공작부인(Smiling Duchess)'이라는 별명을 얻기도 하였다.
1936년 남편의 형인 에드워드 8세가 자신의 애인인 미국 출신의 이혼녀 월리스 워필드 심프슨과 결혼하고자 왕위를 내놓으면서 남편 앨버트 왕자가 조지 6세로 즉위하자 영국의 왕비가 되었다. 제2차 세계대전을 전후로 주변국들의 참여를 독려하기 위해 영국 왕실로서는 최초로 국왕인 남편과 함께 미국과 캐나다를 방문하였다. 공습에도 불구하고 끝까지 버킹엄 궁전에 남아 국민들을 독려하며 왕비의 모범을 보여주거나 남편 조지 6세가 언어 장애를 극복할 수 있도록 잘 내조했다. 상냥하고 명랑하지만 강한 성격으로 장녀 엘리자베스 2세의 즉위 이후에도 왕실의 어수선한 분위기를 잡아줬으며, 왕실의 큰 어른이 되어 각종 의전과 공무를 완벽하게 소화하여 영국인들에게 존경과 사랑을 받았다. 

## 생애

### 유년기
1900년 출생하였다. 아버지는 글래미스 경이자 스트래스모어와 킹호른 백작인 클로드 보우스라이언이며 어머니는 스트래스모어와 킹호른 백작부인 세실리아 보우스라이언이다. 출생지는 분명히 알려져 있지 않으나 런던 그로브너 정원에 위치한 부모의 런던 저택인 벨그레이브 맨션 또는 가문의 영지와 가까운 하트퍼드셔주의 히친인 것으로 추정되고 있다. 일설에는 엘리자베스 본인이 자신의 출생지를 런던이라고 말했던 것에 반해 아버지인 스트래스모어 백작은 히친이라고 말한 것과 같이 서로 증언이 엇갈리는 것이나, 엘리자베스가 그녀의 부모 형제와 외모가 눈에 띄게 닮지 않은 점 등을 근거로 그녀가 백작 부인이 아닌 웨일즈 출신의 가정부에게서 태어났다거나 혹은 친자가 아닌 양녀라는 설도 있었으나 현재로서는 부정적인 견해가 강하다. 태어난 해 9월 23일 지역 교회에서 세례를 받았으며, 고향인 글래미스 성과 런던 등지에서 여자 가정교사와 여학교를 전전하며 교육을 받았다. 특히 뛰어났던 과목은 문학과 성서 공부였다고 한다.

### 요크 공작과의 결혼

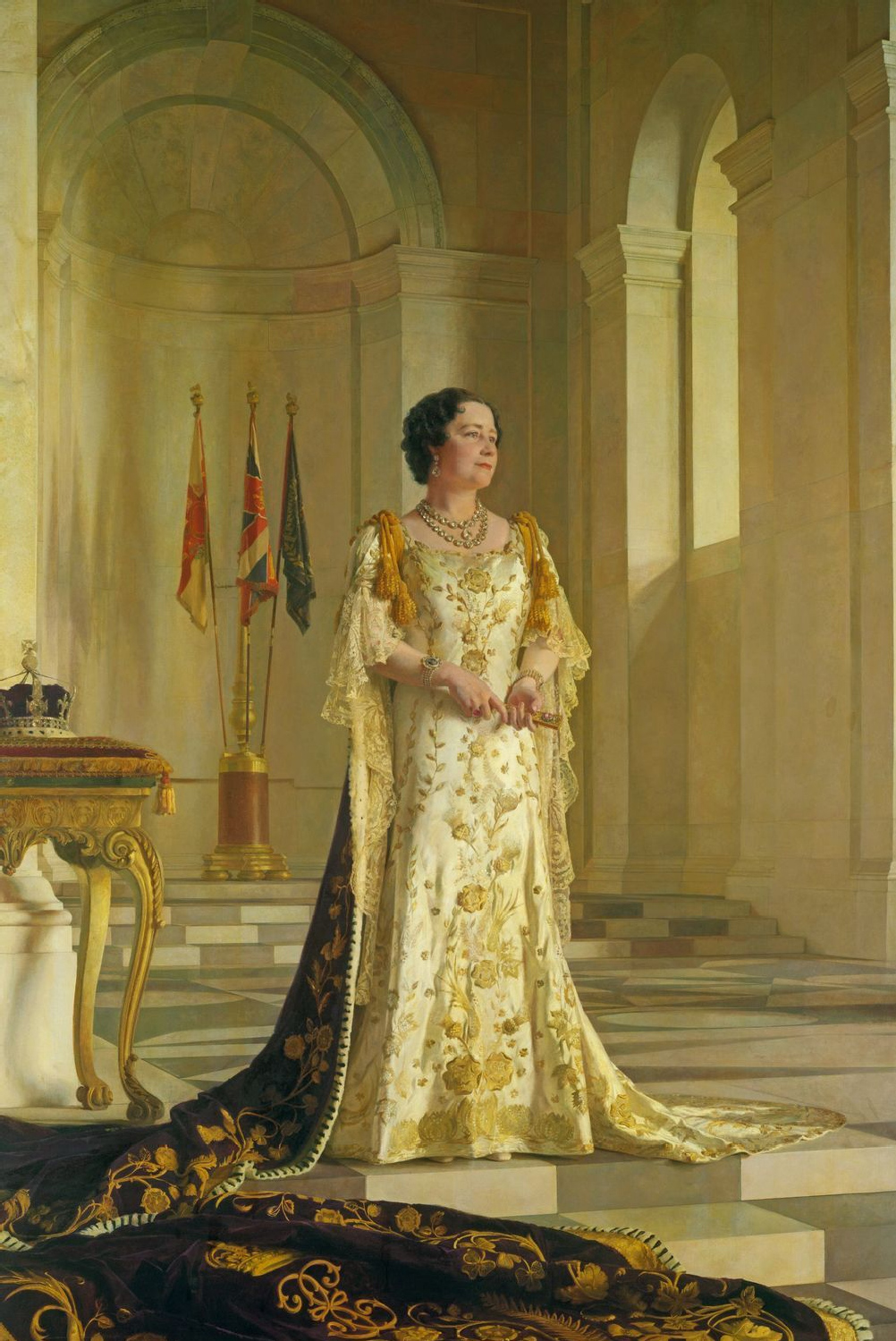
왕비 시절의 엘리자베스

1921년 엘리자베스는 요크 공 알버트에게 처음으로 청혼을 받았다. 가족들 사이에서 '버티(Bertie)'라는 애칭으로 불리던 요크 공은 국왕 조지 5세의 차남으로 왕위 계승 서열 2위라는 높은 지위에 있었으나 병약한 외모에 지나치게 조용하고 소극적인 성격, 말더듬이 증세, 사교적인 형 웨일즈 왕세자(후일의 에드워드 8세)와의 비교 등으로 그리 매력적으로 받아들여지는 인물은 아니었다. 또한 왕자는 외국의 왕녀와 결혼해야 한다는 통념이 지배하던 시절이었으므로 평범한 귀족에 불과한 엘리자베스는 요크 공과 어울리는 배우자감은 아닌 것으로 여겨졌다. 이러한 여러 가지 이유로 엘리자베스는 두 번에 걸친 요크 공의 프로포즈를 모두 거절했으나 요크 공은 실망하지 않고 오히려 "엘리자베스 이외의 여성과는 결혼하지 않겠다"고 가족들에게 선언하기에 이르렀고, 요크 공의 어머니인 메리 왕비 또한 글래미스 성을 방문하여 엘리자베스를 만나본 뒤 그녀를 "버티(요크 공)을 행복하게 해 줄 수 있는 유일한 처녀"로 인정하였다. 
결국 엘리자베스는 요크 공의 세 번째 청혼을 받아들였고, 1923년 4월 26일 웨스트민스터 사원에서 결혼식을 올렸다. 신혼 여행지는 서리주의 장원인 폴스던 레이시(Polesden Lacey)와 스코틀랜드였다. 결혼 후 엘리자베스의 공식 호칭은 요크 공작 부인 전하(Her Royal Highness The Duchess of York)로 확정되었다. 1926년 두 부부는 가족들 사이에서 '릴리벳(Lilibet)'이라는 애칭으로 불리게 될 첫 딸 엘리자베스 공주를 얻었고, 4년 뒤인 1930년 둘째 딸인 마거릿 로즈 공주를 얻었다.

### 에드워드 8세의 퇴위와 왕비 즉위

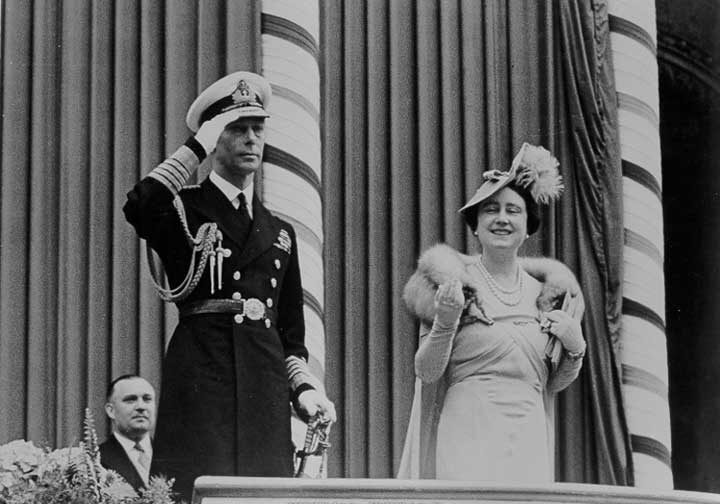
해외 순방 중 토론토를 방문한 조지 6세와 엘리자베스.

1936년 1월 20일 조지 5세가 사망하면서 장남인 에드워드 왕세자가 국왕 에드워드 8세로 즉위하였다. 손녀인 엘리자베스 공주를 귀여워하고 장남을 미덥지 않게 여긴 조지 5세는 에드워드 8세가 40세가 넘도록 아내를 맞아들여 후계자를 얻을 생각을 하지 않자 "차라리 장남이 영영 결혼하지 않으면 버티(요크 공)와 릴리벳(엘리자베스 공주)가 왕위에 오를 수 있을 텐데"라는 말을 남겼다. 왕위에 오를 때까지도 미혼이었던 에드워드 8세는 뒤늦게 미국 출신의 이혼녀 월리스 심프슨 부인에게 빠져 부인을 왕비로 삼으려 했으나 곧 상당한 대내외의 압박에 시달렸다. 본래 에드워드 8세는 심프슨 부인은 심프슨 부인대로 왕비 지위에 올리고 왕위는 왕위대로 보존하고자 했으나 그와 같은 처사를 신민들이 받아들이지 않을 것이라는 내각의 강경한 반응에 부딪히자 결국 심프슨 부인을 택하고 동생 요크 공 부부에게 양위하였다. 요크 공은 공식 명칭으로 조지 6세(George VI)라는 이름을 선택하였고 아내인 엘리자베스와 함께 1937년 5월 12일 잉글랜드, 스코틀랜드, 아일랜드와 영연방의 왕과 왕비 및 인도의 황제와 황후로서 정식으로 즉위하였다. 엘리자베스의 관은 백금과 세계 10대 다이아몬드 중 하나인 코이누르(Koh-i-Noor)로 장식되었다.
퇴위한 에드워드 8세와 그의 새 아내 심프슨 부인은 왕실로부터 윈저 공작과 공작 부인(the Duke and Duchess of Windsor)의 작위를 받았다. 그러나 에드워드 8세가 '전하(HRH)'의 존칭을 얻은 데 반해 아내인 심프슨 부인은 엘리자베스의 책략에 의해 이러한 존칭을 얻지 못했다. '세기적인 라이벌 대결'로까지 극화되었던 엘리자베스와 심프슨 부인의 반목은 두 사람이 사망할 때까지 이어져서 엘리자베스는 심프슨 부인을 일컬을 때 그 어떤 호칭 없이 '그 여자(that woman)'라고만 언급했고, 심프슨 부인 역시 엘리자베스가 통통하고 음식을 밝힌다는 이유로 그녀를 '쿠키(Cookie)'라고 불렀다.

### 왕비 시절과 엘리자베스 2세 즉위 후

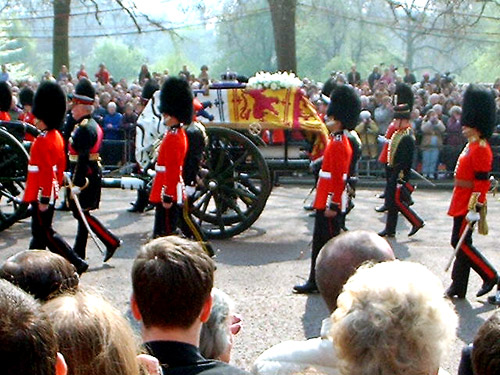
102세로 사망한 엘리자베스 왕비의 운구행렬. 이 날은 공휴일로 지정되었으며 국장으로 거행되었다.

제2차 세계 대전 당시 엘리자베스는 외교의 일환으로 전 세계를 돌아다녔던 남편과 동행하며 큰 영향을 끼쳤다. 그러나 전쟁이 끝난 뒤 남편 조지 6세의 건강이 급격히 나빠지면서 그녀는 51살의 나이에 남편과 사별했다. 가장 위험하고도 어렵던 시기에 에드워드 8세가 2번이나 이혼경력이 있는 미국인 여성 월리스 심프슨과의 결혼 문제로 무책임하게도 대영제국 왕위를 버림으로 왕위를 승계한 자신의 남편이 전쟁을 겪으며 쇠약해 졌다고 생각한 그녀는 윈저 공작 내외와 충돌이 잦았다.
상왕인 에드워드 8세가 윈저 공작에 봉해져 왕실에서 공식적으로 제외되고 1953년에는 메리 왕비가 죽으면서 엘리자베스는 영국 왕실의 최고 어른이 되었다. 강인한 정신과 위대했던 대영제국 그 자체를 상징하는 인물로서 그녀는 영국 대중들에게 폭넓은 인기를 누렸다. 그러나 막내딸인 스노든 백작부인 마거릿의 갑작스러운 죽음에 큰 충격을 받은 그녀는 마거릿 공주가 죽은 지 7주 만에 뒤이어 사망하였다. 향년 102살이었다. 2002년, 그녀는 가장 위대한 100명의 영국인 순위에서 61위를 차지하였다.

## 왕실 내의 문제들
딸인 엘리자베스 2세는 대단히 덕망이 높은 군주로서 많은 국민들의 사랑을 받아 모후인 그녀 자신도 자랑스러워하였다. 1996년 웨일스 공 찰스와 이혼한 웨일스 공작 부인 다이애나가 1997년 파리에서 교통사고로 사망했을 때는 보수적인 태도를 유지하며 왕실이 그녀의 장례식에 참여하는 것을 적극 반대했으나 대중과 토니 블레어 당시 영국 총리의 요구를 받은 엘리자베스 2세가 장례식 참여를 결정하면서 그녀의 의견은 무너졌다.

## 가족 관계

### 배우자
| 부군 | 사진 | 이름                    | 출생             | 사망                 | 비고                   |
| ---- | ---- | ----------------------- | ---------------- | -------------------- | ---------------------- |
| 부군 |      | 조지 6세 King George VI | 1895년 12월 14일 | 1952년 2월 6일(56세) | - 1923년 4월 26일 결혼 |

### 자녀
| 사진 | 사진 | 이름                                                    | 출생            | 사망                 | 비고 |
| ---- | ---- | ------------------------------------------------------- | --------------- | -------------------- | ---- |
| 장녀 |      | 엘리자베스 2세 Queen Elizabeth II                       | 1926년 4월 21일 | 2022년 9월 8일(96세) |      |
| 차녀 |      | 마거릿 로즈 공주 Princess Margaret, Countess of Snowdon | 1930년 8월 21일 | 2002년 2월 9일(71세) |      |